# Colonia Emiliano Zapata, Lerma
Colonia Emiliano Zapata är ett samhälle i kommunen Lerma i delstaten Mexiko i Mexiko. Colonia Emiliano Zapata hade 4 975 invånare vid folkräkningen år 2020.